# Tomoderus praemontanus
Tomoderus praemontanus es una especie de coleóptero de la familia Anthicidae.

## Distribución geográfica
Habita en Kalimpong (India).